# Nathan O'Neill
Nathan Brian O'Neill (Sydney, 23 novembre 1974) è un ciclista su strada e pistard australiano, professionista dal 2000 al 2010. In carriera ha vinto per sette volte la prova a cronometro dei campionati australiani su strada. Conta anche una vittoria nella Firenze-Pistoia e in numerose corse minori negli Stati Uniti.

## Carriera
O'Neill iniziò a praticare il ciclismo nel 1989 quando partecipò, vincendola, ad una gara di 16 km su suggerimento di un amico. Successivamente vinse numerose medaglie nei campionati nazionali su pista poi, nel 1992, ai campionati del mondo di ciclismo su pista juniores vinse la medaglia di bronzo nell'inseguimento a squadre. Problemi di salute lo fermarono nel 1993, ma tornò l'anno successivo in cui vinse il titolo nella cronometro su strada nei campionati nazionali nel suo primo anno da senior. Nello stesso anno vinse anche la classifica della montagna nel Commonwealth Bank Cycle Classic.
Nel 1995 venne invitato a entrare a far parte nella squadra di ciclismo su strada dell'Australian Institute of Sport, ma la stagione fu segnata da diversi infortuni, che culminarono nella rottura del bacino. Questa non gli impedì però di vincere una medaglia d'argento nella cronometro ai campionati oceaniani. Perse la possibilità di partecipare ai Giochi della XXVI Olimpiade di Atlanta ma fu inserito nella squadra che partecipò ai Giochi successivi ad Atene.
Nel 1998 si allenò con la selezione australiana della pista in Messico e con altri ciclisti australiani under 26 in Italia sotto la guida del commissario tecnico della strada Shayne Bannan. Nonostante questo, non venne convocato per i XVI Giochi del Commonwealth di Kuala Lumpur.
All'inizio della stagione 1999 terminò al secondo posto il Tour of Tasmania, dietro il connazionale Cadel Evans che, rimasto impressionato da O'Neill, lo invitò negli Stati Uniti dove correva nella squadra Volvo Cannondale. Qui partecipò alla Redlands Classic dove impressionò, terminando settimo nella classifica generale e vincendo quella degli scalatori. Si trovò quindi ad un bivio, con la possibilità di trasferirsi in Europa per proseguire la carriera ma anche di poter firmare un contratto offerto dall'americana Mercury.
Dopo la vittoria della cronometro al Giro d'Italia dilettanti, ricevette l'offerta di un contratto biennale con la Ceramica Panaria-Gaerne. Iniziò a correre per la Panaria già nel settembre del 1999 come tirocinante, per poi passare professionista nel 2000. Nella sua prima gara corsa con la squadra italiana, il Tour of Malaysia, O'Neill terminò quarto nella cronometro e aiutò il compagno di squadra Julio Alberto Pérez Cuapio a conquistare la classifica degli scalatori e il secondo posto nella classifica generale.
Nello stesso anno rappresentò l'Australia ai Giochi di Atene, nei quali prese parte alla gara a cronometro, in cui terminò diciannovesimo. Rimase alla Panaria nel 2001, in cui vinse la cronometro Firenze-Pistoia e una tappa al Tour de Langkawi, e nel 2002, stagione in cui vinse la medaglia di bronzo nella cronometro individuale dei XVII Giochi del Commonwealth a Manchester.
Nel 2003, O'Neill firmò per la Saturn, nel 2004 passò alla Colavita, nel 2005 alla Navigators Insurance ad infine nel 2006 alla Health Net, tutte squadre statunitensi.
Ai XVIII Giochi del Commonwealth di Melbourne del 2006, vinse la medaglia d'oro nella cronometro individuale. Diventò campione nazionale nella stessa specialità l'anno successivo per la quarta volta consecutiva.

### La positività al doping
Il 12 agosto 2007, al Tour of Elk Grove, risultò positivo in un test antidoping alla fentermina, un inibitore della fame. Successivamente anche le contro-analisi risultarono positive e ammise di aver usato tale sostanza, ma non per migliorare le prestazioni sportive. L'uso di tale farmaco non era vietato nella vita quotidiana e O'Neill sostenne che la positività fosse stata riscontrata a causa di tempo più lungo di liquidazione di quanto previsto per il farmaco, aggravato da un'altra dose presa nei giorni precedenti l'evento che aumentò il suo pH urinario. Il 6 novembre 2007 fu licenziato dalla Health Net.
Il 13 giugno 2008 il Comitato Arbitrale dello Sport (CAS) stabilì che O'Neill non mostrò alcuna negligenza nell'assumere il farmaco e venne squalificato per 15 mesi, dal 12 agosto 2007 al 12 novembre 2008.
L'Australian Sports Anti-Doping Authority (ASADA), la World Anti-Doping Agency (WADA) e l'UCI si appellatono alla CAS per aumentare il periodo di sospensione che venne effettivamente prolungato al massimo possibile di due anni, con la fine prevista per il 13 giugno 2010.

## Palmarès
- 1996

Campionati australiani, Prova a cronometro
5ª tappa Tour of Japan
Duo Normand
- 1997

G.P. Industria Commercio e Artigianato Aglianese Internazionale
- 1998 (Australian National Team)

Campionati australiani, Prova a cronometro
- 1999 (Australian National Team)

5ª tappa Giro d'Italia dilettanti
- 2000 (Ceramica Panaria-Gaerne, una vittoria)

5ª tappa Postgirot Open
- 2001 (Ceramiche Panaria-Fiordo, due vittorie)

10ª tappa Tour de Langkawi
Firenze-Pistoia
- 2002 (Ceramiche Panaria-Fiordo, una vittoria)

Campionati australiani, Prova a cronometro
- 2003 (Saturn Cycling Team, dieci vittorie)

1ª tappa Tour de Langkawi
2ª tappa Sea Otter Classic
Classifica generale Sea Otter Classic
Prologo Tour de Georgia
Prologo Redlands Bicycle Classic
3ª tappa Redlands Bicycle Classic
Canadian Open Road Championships
4ª tappa Cascade Cycling Classic
Prologo Tour de Toona
2ª tappa Tour de Toona
- 2004 (Colavita Pro Cycling Team, cinque vittorie)

Campionati australiani, Prova a cronometro
1ª tappa Valley of the Sun Stage Race
5ª tappa, 1ª semitappa Grand Prix de Beauce
1ª tappa Fitchburg Longsjo Classic
Prologo Tour de Toona
- 2005 (Navigators Insurance Cycling Team, cinque vittorie)

Campionati australiani, Prova a cronometro
4ª tappa Tour de Langkawi
4ª tappa, 1ª semitappa Tour de Beauce (cronometro)
Classifica generale Tour de Beauce
3ª tappa, 1ª semitappa Cascade Cycling Classic (cronometro)
- 2006 (Health Net presented by Maxxis, dieci vittorie)

Campionati australiani, Prova a cronometro
XVIII Giochi del Commonwealth, Prova a cronometro
Redlands Cycling Classic - Centennial Bank Time Trial
Classifica generale Redlands Bicycle Classic
Maxxis Georgia Cup - Gainesville, Thurmond Tanner Time Trial
1ª tappa Mt. Hood Cycling Classic
4ª tappa Mt. Hood Cycling Classic
Classifica generale Mt. Hood Cycling Classic
1ª tappa Nature Valley Grand Prix
4ª tappa Cascade Cycling Classic
- 2007 (Health Net presented by Maxxis, dieci vittorie)

Campionati australiani, Prova a cronometro
1ª tappa Tour of the Gila (cronometro)
Classifica generale Tour of the Gila
1ª tappa Mt. Hood Cycling Classic
4ª tappa Mt. Hood Cycling Classic
Classifica generale Mt. Hood Cycling Classic
3ª tappa Nature Valley Grand Prix
1ª tappa Tour de Toona
1ª tappa Tour of Elk Grove
Classifica generale Tour of Elk Grove

## Piazzamenti

### Grandi Giri
- Giro d'Italia

2001: non partito (6ª tappa)
- Vuelta a España

2001: 104º

### Classiche monumento
- Milano-Sanremo

2001: 63º
- Giro di Lombardia

2002: ritirato

### Competizioni mondiali
- Campionati del mondo

Lugano 1996 - Cronometro Under-23: 4º
Verona 1999 - Cronometro Elite: 21º
Verona 1999 - In linea Elite: ritirato
Lisbona 2001 - Cronometro Elite: 8º
Lisbona 2001 - In linea Elite: ritirato
Zolder 2002 - Cronometro Elite: 34º
Zolder 2002 - In linea Elite: ritirato
- Giochi olimpici

Atene 2004 - Cronometro: 19º